# 아라시야마 고로
아라시야마 고로(嵐山悟郎)는 《침략! 오징어 소녀》에 등장하는 등장인물이다. 투니버스 더빙판 이름은 '한잠수'.

## 소개
치즈루의 사진을 다수 가지고 있고 휴대 전화의 바탕화면도 치즈루의 사진이다. 여자에게 인기가 많지만 치즈루 일편단심이기 때문에 그다지 흥미를 갖진 않는다.
성격이 단순해서, 치즈루를 미끼로 해서 에이코에게 부려먹히기도 하고 오징어 소녀와 말싸움을 하면 항상 진다. 손재주도 연애도 서투르다.
에이코의 소꿉친구. 바다의 안전을 지키는 일에 강한 사명감을 갖고 사는 보람을 느끼는 열혈한이다.
치즈루를 남몰래 짝사랑하고 있다(다만 에이코는 이미 알고 있음).
오징어 소녀로부터 일방적으로 라이벌 취급을 받고 있다.

## 특징
키가 크고 근육질이며 직업 관계 상 햇볕에 그을리고 있다. 오징어 소녀가 인간을 흉내내 햇볕에 그을리려고 했을 때 에이코가 “썬탠의 완성형은 고로가 좋은 예”라고 하자, 오징어 소녀는 ‘햇볕에 그을리면 불끈불끈해져서 완전체가 될 수 있다’고 착각했다.

## 취향
좋아하는 것은 치즈루가 만든 새우 볶음밥. 그러나 새우를 좋아하는 오징어 소녀가 언제나 새우만 쏙쏙 빼먹고 있다.
귀신이나 우주인을 무서워한다.
오징어 소녀가 고로에게 가지는 이미지는 ‘수영모를 쓴 완전히 새까만 인간’.

## 주변관계
오징어 소녀와는 ‘바다를 지키는 자’라는 사이 라며 의기투합한 적이 있지만, 오징어 소녀가 고로 대신에 물에 빠진 아이를 구해준 후로 일방적으로 라이벌 취급을 받고 있다. 오징어 소녀의 말로는 ‘원래 아이를 대신 구해서 고로가 우러러보게 만들려고 했는데, 반대로 내려다보이면서 칭찬받고 말았다’는 게 맘에 들지 않는 모양이다.
고로 자신은 ‘바다를 지켜보고 있는 사람’으로서 오징어 소녀에게 경의를 표하고 있어 그 뒤로는 대체로 원만하게 지내고 있다. 치즈루와 데이트를 하게 되었을 때에는 치즈루의 옷에 대한 취향이 어떤지 몰라 고민하다가, 오징어 소녀에게 치즈루의 취향을 알아오도록 부탁하기도 했다.

## 그 외
아파트에서 어머니와 함께 살고 있는 듯 하다.

## 오징어 소녀에 대한 호칭
오징어 소녀를 부를 때는 ‘イカ 이카[*](오징어)’라고 부른다.